# Stierlitz

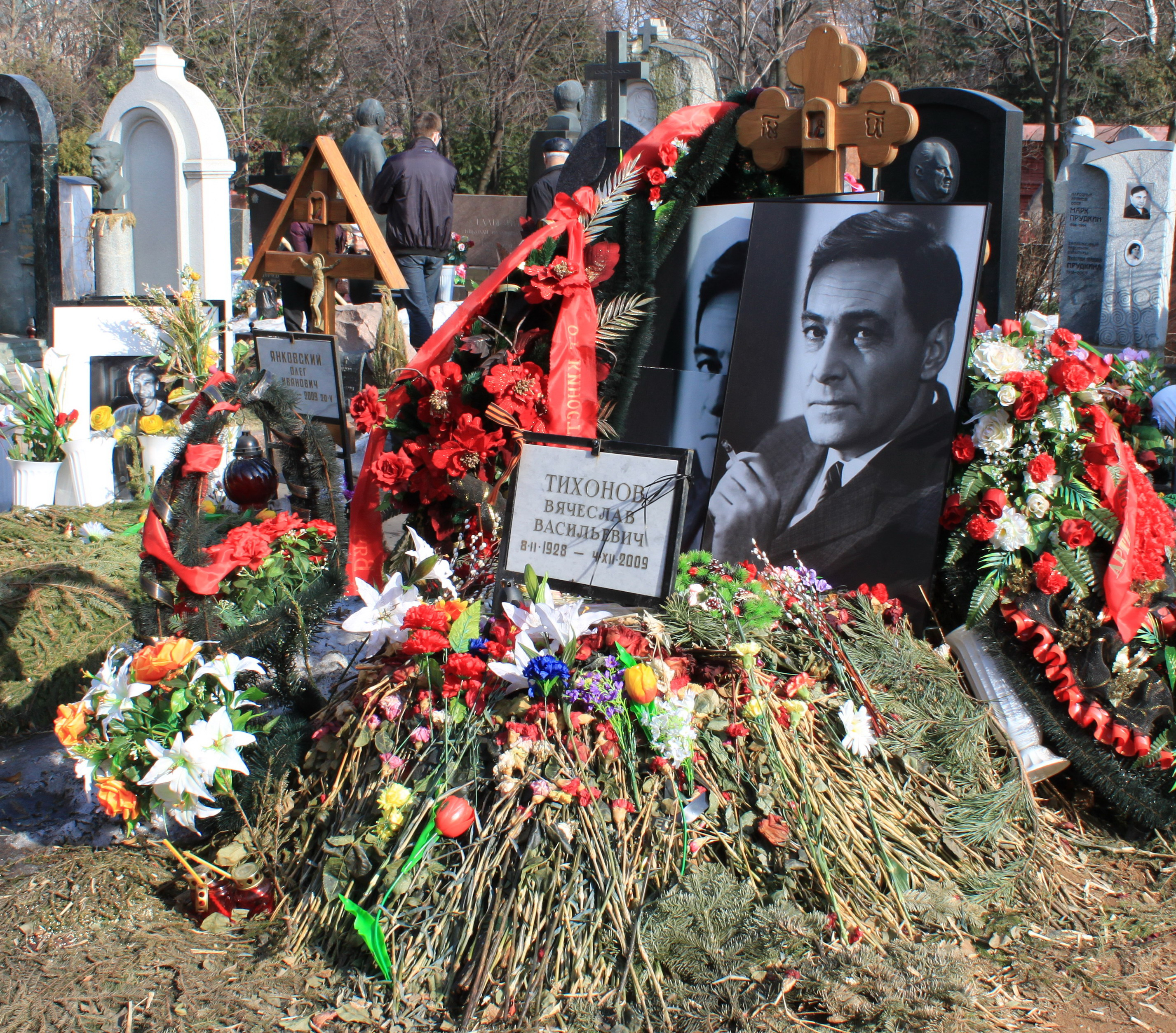
Hrob herce Vjačeslava Tichonova

Max Otto von Stierlitz (rusky Штирлиц, narozen 8. října 1900) je hlavní hrdina většiny románů Juliana Semjonova, mimo jiné známého románu Sedmnáct zastavení jara (Семнадцать мгновений весны, první kniha vyšla v roce 1970), který byl v roce 1973 převeden do podoby stejnojmenného televizního seriálu s Vjačeslavem Tichonovem v hlavní roli. Kniha Sedmnáct zastavení jara je ovšem jen jedním dílem série, v ostatních knihách je popsáno například jeho působení v Dálněvýchodní republice nebo španělské občanské válce.
SS-Standartenführer Otto von Stierlitz bylo krycí jméno plukovníka Maxima Isajeva, sovětského tajného agenta, který před infiltrováním SS Sicherheitsdienst operoval v Paříži a v Šanghaji. Podobně jako v románech Iana Fleminga o Jamesi Bondovi byly knihy inspirovány událostmi mezinárodní politiky, které však románově dotvářely a přetvářely. Stierlitz v nich například potlačil fiktivní Churchillův plán uzavřít mír s nacistickým Německem a zaútočit na Sovětský svaz. Také po svém návratu do Ruska byl Stierlitz/Isajev zatčen sympatizanty Beriji a před gulagem jej zachránila Stalinova smrt.
Protože knihy poskytovaly poměrně přesný náhled na KGB a její operační metody, vyskytly se spekulace, že Semjonov sám byl agentem KGB. Při natáčení seriálu také pomohli vysocí představitelé KGB (např. generál Semjon Cvigun) jako odborní poradci. Stierlitz/Isajev byl renesanční člověk, schopný dokončit všechny mise, ale současně znalý i kultury a umění. Mluvil všemi evropskými jazyky vyjma irštiny a albánštiny. Nedával přednost násilí – má se za to, že ve své padesátileté kariéře agenta zabil pouze jednou. Podobně jako James Bond měl svůj oblíbený nápoj, kterým byl koňak. Jezdil automobilem značky Horch (v seriálu jezdil z technických důvodů Mercedesem) a na rozdíl od svého západního protějšku neměl slabost pro ženy (což neplatilo naopak – ženy pro něj slabost měly, čehož neváhal využít). Na svých cestách Evropou se Stierlitzovi stýskalo po rodném Rusku a často snil o návratu.

## Romány
| Název                                 | Rok, ve kterém se děj odehrává | Rok, ve kterém byl román napsán | Český překlad                                | České vydání |
| ------------------------------------- | ------------------------------ | ------------------------------- | -------------------------------------------- | ------------ |
| Бриллианты для диктатуры пролетариата | 1921                           | 1974                            | Diamanty pro diktaturu proletariátu          | nevyšlo      |
| Пароль не нужен                       | 1921–1922                      | 1966                            | Agent bez hesla                              | 1968         |
| Нежность                              | 1927                           | 1975                            | Něžnost                                      | nevyšlo      |
| Испанский вариант                     | 1938                           | 1973                            | Španělská varianta                           | 1978         |
| Альтернатива                          | 1941                           | 1976                            | Alternativa                                  | 1979         |
| Третья карта                          | 1941                           | 1973                            | Třetí karta                                  | 1977         |
| Майор «Вихрь»                         | 1944–1945                      | 1968                            | Major Vichr (též jako Šifra pro hlavní stan) | 1971         |
| Семнадцать мгновений весны            | 1945                           | 1969                            | Sedmnáct zastavení jara                      | 1974         |
| Приказано выжить                      | 1945                           | 1982                            | Rozkaz přežít                                | 1986         |
| Экспансия (tři díly)                  | 1946–1947                      | 1984, 1987, 1987                | Expanze (pouze 1. díl)                       | 1990         |
| Отчаяние                              | 1947–1953                      | 1990                            | Zoufalství                                   | nevyšlo      |
| Бомба для председателя                | 1967                           | 1970                            | Bomba pro šéfa                               | 1974         |

## Vtipy
Stierlitz jakožto superagent se v Rusku stal vděčným terčem vtipů, parodujících zejména jeho těsné úniky a zázračnou obratnost, s níž vodil za nos své esesácké „kolegy“ Kaltenbrunnera, Bormanna a Müllera.
- Stierlitz vykopl dveře a po špičkách se plížil k zamyšlenému Bormannovi.
- Stierlitzovi nedošel dopis z Ústředí. Přečetl si ho ještě jednou, ale stejně mu nedošel.